# ERFB

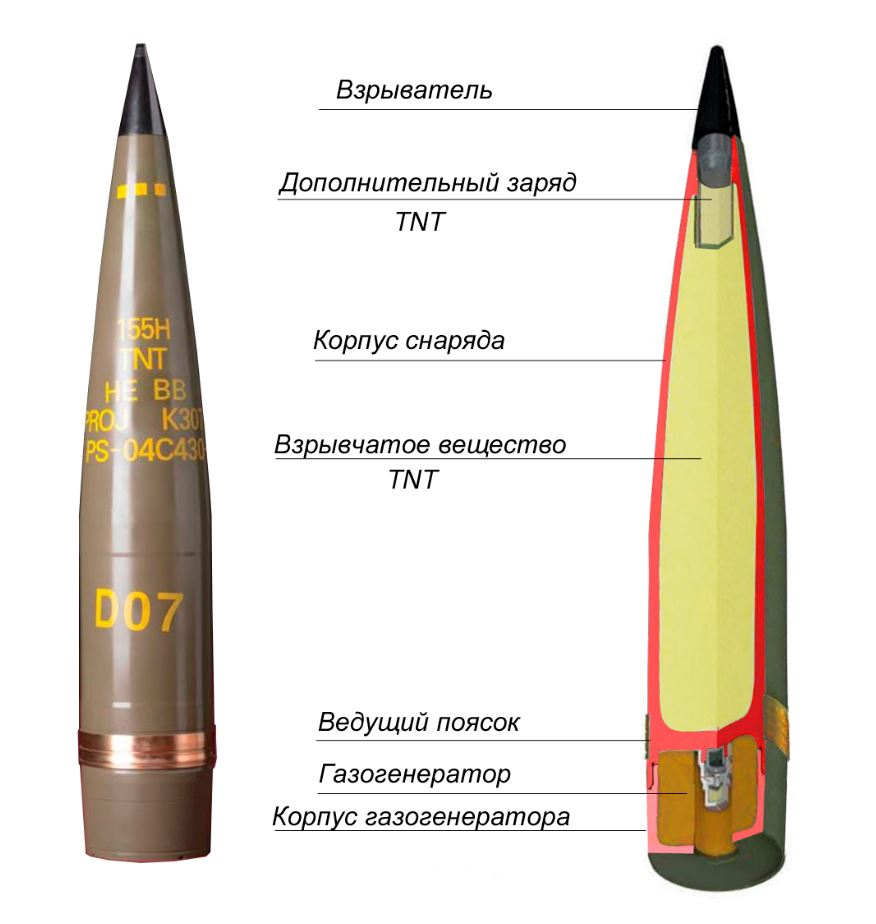
K307 - осколочно-фугасный снаряд ERFB-BB калибра 155 мм. Внешний вид и устройство

ERFB (аббревиатура от англ: Extended Range Full Bore) — это артиллерийский снаряд с увеличенной дальностью. Увеличение дальности  достигается в первую очередь за счет улучшенной аэродинамической формы снаряда.

## История
Снаряд ERFB (полнокалиберный снаряд увеличенной дальности) был разработан Джеральдом Буллом, работавшим в  канадской компании Space Research Corporation. В начале 1970-х годов компания вела работы работы над 155-мм артиллерийским орудием GC-45, с помощью которого предполагалось достичь невиданной ранее дальности стрельбы. К тому времени со времён Второй мировой войны 155-мм артиллерийские снаряды претерпели лишь незначительные изменения формы, а аэродинамические показатели практически не изменились. Для планомерного увеличения дальности пришлось, в том числе, разработать новый тип артиллерийского снаряда. Пока американские разработчики для увеличения дальности стрельбы разрабатывали артиллерийские снаряды с дополнительным реактивным двигателем, Джеральд Булл пошел по другому пути. Он хотел добиться увеличения дальности без ракетного движителя, так как у реактивных артиллерийских снарядов сильно увеличивается рассеивание и цена снаряда. Кроме того, уменьшается количество взрывчатых веществ в снаряде, поскольку ракетный привод приходится размещать в основании снаряда. Джеральд Булл хотел разработать дальнобойный снаряд без этих недостатков. Для этого разработчики из SRC изучили немецкую 21-см пушку 12(Е) времён Второй мировой войны. В частности, они проанализировали используемые снаряды и их траектории. Из этого разработчики сделали вывод, что сочетание длинного ствола орудия и снарядов аэродинамически оптимальной формы, стреляющих с высокой начальной скоростью , может быть использовано для достижения очень больших дистанций стрельбы.  Таким образом, вместе с полевой гаубицей GC-45 был разработан первый серийный снаряд ERFB с обозначением Mk 10 Mod.2. После этого снаряды ERFB начали производить в Poudreries réunies de Belgique (PRB) и SOMCHEM/Armscor. С середины 1990-х годов этот тип снарядов также производится другими производителями.

## Типы
- ERFB-HB  (Extended Range Full Bore - Hollow Base): полнокалиберный снаряд увеличенной дальности с донной выемкой.
- ERFB-BT (Extended Range Full Bore - Boat Tail): полнокалиберный снаряд увеличенной дальности с суживающейся хвостовой частью
- ERFB-BB (Extended Range Full Bore - Base Bleed): полнокалиберный снаряд увеличенной дальности с донным газогенератором
- ERRAP (Extended Range Rocket Assisted Projectile): полнокалиберный снаряд увеличенной дальности с ракетным двигателем
- ERFB-RA/BB (Extended Range Full Bore - Rocket-assisted - Base Bleed ): полнокалиберный снаряд увеличенной дальности с донным газогенератором и ракетным двигателем
- V-LAP (Velocity Enhanced Long-range Artillery Projectile ): дальнобойный артиллерийский снаряд с увеличенной скоростью.[6]

## Описание
По сравнению со 155-мм снарядом M107 , снаряды ERFB имеют значительно лучшую аэродинамику.  В то время как обычные 155-мм снаряды имеют баллистический коэффициент 0,47-0,52,  для снарядов ERFB это значение значительно ниже и находится в пределах 0,28-0,38. Снаряды ERFB также имеют значительно бо́льшую длину (900–980 мм) а также более заострённый и обтекаемый профиль, а оживало сужается к носу снаряда и проходит почти по всей его длине. Снаряд имеет коническое полое основание с углом конуса 2-5°.  В носовой части снаряда имеется резьбовое отверстие для взрывателя. При поставке с завода в это отверстие вкручивается рым-болт, который перед использованием снаряда заменяется детонатором . Взрывчатая начинка расположена сзади в корпусе снаряда . В зависимости от типа снаряда вес составляет от 42 до 48 кг. Полый хвостовой конус прикреплен к нижней части корпуса пули. Его можно обменять на базовый набор свечения для газовых вихрей. Из-за удлиненного оживала только нижняя часть снаряда плотно прилегает к нарезке ствола.  Для наведения снаряда в стволе орудия на средней высоте на корпусе снаряда, заподлицо со стенкой ствола, имеются 4-6 аэродинамически изогнутых выступа (похожих на шлицевой вал). Во время полета снаряда воздух проходит через эти выступы и, таким образом, закручивает снаряд. Для обеспечения герметичности при стрельбе между стволом орудия и снарядом над конической хвостовой частью снаряда имеется ведущий поясок.  В связи с тем, что снаряды ERFB сконструированы не так, как обычные артиллерийские снаряды, которые рассчитаны на минимальную перекалибровку (для запрессовки в нарезы), они достигают значительно более высокой начальной скорости – более 1000  м/с.  В то время как максимально допустимое давление газа при стрельбе первыми снарядами ERFB составляло 3500  бар , для более новых моделей оно значительно превышает 4000 бар.
Со снарядами ERFB возможно увеличение дальности примерно на 30% по сравнению с обычными артиллерийскими снарядами.
Как и у обычных артиллерийских снарядов, у снарядов ERFB с увеличением дальности стрельбы увеличивается и рассеивание. По сравнению с обычными артиллерийскими снарядами ранние снаряды ERFB показывали меньшую точность даже на коротких дистанциях стрельбы.  У современных снарядов ERFB при стрельбе из не менее современных орудий отклонение от цели (в оптимальных условиях) составляет 0,35-0,4% по дальности стрельбы и около 0,1% по азимуту.  У снарядов ERFB-BB увеличенной дальности рассеивание составляет 0,48-0,5%. Эти значения относятся к 75% от максимальной дальности стрельбы - оптимальной дальности стрельбы для артиллерии. Снарядом ERFB-BB, которым можно стрелять из орудия с длиной ствола в 45 калибров на максимальную дальность 40 000 м, отклонение на дальности стрельбы 30 000 м составляет около 144 м по дальности и около 30 м по азимуту. У реактивных снарядов ERFB точность прицеливания на больших дистанциях стрельбы еще больше снижается. В целом, снаряды ERFB-BT/HB обеспечивают большую точность, чем ERFB-BB, но имеют меньшую дальность.